# Spalierwuchs
Spalierwuchs bezeichnet die Wuchsform von Holzpflanzen, bei der die zahlreichen Zweige eng über dem Boden oder an einer Wand bzw. Felsen wachsen. Sträucher, die einen solchen Wuchs aufweisen, nennt man Spaliersträucher oder Teppichsträucher. Typische Vertreter sind beispielsweise:
- Weiße Silberwurz (Dryas octopetala)
- Kriech-Weide (Salix repens)[1]
- Zwerg-Kreuzdorn (Rhamnus pumila)
- Behaarter Ginster (Genista pilosa) an Fels-Standorten

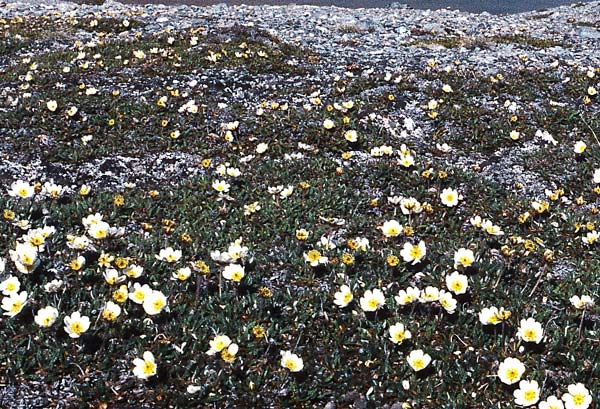
Weiße Silberwurz

## Begriff und Geschichte
Seit dem 17. Jahrhundert wird die Spalierbaumzucht betrieben, bei der eine dichte Verzweigung in einer Ebene, etwa parallel einer Wand, mittels Gitterkonstruktionen erzielt wird. Warming übertrug 1896 den Ausdruck Spalierform auf die vor allem bei Alpenpflanzen häufige natürliche Wuchsform.